# Seasons (Sevendust)
Seasons è il quarto album della band Sevendust, uscito il 7 ottobre 2003.
Il disco si è piazzato alla posizione numero 14 nella Billboard 200. Dall'album sono stati estratti i singoli Enemy, Broken Down e Face to Face.

## Tracce
1. Disease – 3:34
2. Enemy – 3:03
3. Seasons – 3:32
4. Broken Down – 3:23
5. Separate – 3:42
6. Honesty – 3:30
7. Skeleton Song – 4:22
8. Disgrace – 3:58
9. Burned Out – 3:52
10. Suffocate – 3:22
11. Gone – 3:43
12. Face to Face – 3:55

## Formazione
- Lajon Witherspoon - voce
- John Connolly - chitarra, voce secondaria
- Clint Lowery - chitarra, voce secondaria
- Vinnie Hornsby - basso
- Morgan Rose - batteria, voce secondaria